# Fülöp Márta (irodalomtörténész)
Fülöp Márta (Dunaszerdahely, 1982–) szlovákiai magyar irodalomtörténész, a pozsonyi Comenius Egyetem Bölcsészettudományi Karának Szlovák Irodalom és Irodalomtudomány Tanszékének tanára s a 2024/25-ös akadémiai évtől a tanszék vezetője.

## Élete
Dunaszerdahelyen született, férjével és három lányával Pozsony mellett él. Első gyermeke meghalt, amiről a médiában több cikk is megjelent.

## Szakmai élete
A Comenius Egyetem Bölcsészettudományi Karán 2006-ban szerzett szlovák-történelem szakos tanári oklevelet. A diplomamunkájának tárgya Ján Abrahamffy, barokk író alkotásai (témavezető: doc. Zuzana Kákošová).
A doktori disszertációs munkájában, amelyet 2014-ben védett meg, a szlovákokról és a magyarokról alkotott kölcsönös nemzetképeket vizsgálta a 19. századi prózában (témavezető: prof. Miloslav Vojtech). 2018-tól a pozsonyi Comenius Egyetem Bölcsészettudományi Karának Szlovák Irodalom és Irodalomtudomány Tanszékének egyetemi adjunktusa s a 2024/25-ös akadémiai évtől a tanszék vezetője.
Szakterülete a 19. századi szlovák irodalom és annak magyar kapcsolatai, az irodalmi nemzetképek és a nacionalizmus kutatása. Jelenleg a növények és állatok irodalmi képét kutatja.
A Feleselő képek c. könyvéhez írt bevezetőjéből kiderül, miért keltették fel az érdeklődését a szlovák-magyar kapcsolatok és a nemzetképek. Személyes megélése szerint a szlovákiai magyar identitás (provokatívabban a szlovák magyar identitás) ugyanolyan nehezen értelmezhető mind szlovák, mind magyar oldalon, hiszen a társadalom tudatában a nemzeti hovatartozás erőteljes érzelmi töltettel bír és kizárólagos jellegű, tehát valaki vagy szlovák, vagy magyar – „nemcsak, hanem” nem létezik. Hogy feltárja, milyen nemzeti sztereotípiák vannak jelen az irodalomban, hogyan működnek és működésük miről tanúskodik, 19. századi szlovák és magyar prózákat kezdett olvasni és elemezni. Kutatását irodalmi és történelmi tanulmányai és az olvasás iránti szenvedélye is motiválták. A szlovák-magyar kapcsolatok vizsgálatának elengedhetetlen kiindulópontja számára az empátia, a különböző nézőpontok megértése iránti igyekezet és a „kódváltás” lehetősége, ami a „szlovákmagyarság”  adománya.

## A szlovák–magyar kapcsolatokról való álláspontja
A szlovák nemzeti identitás alapjait a nemzeti romantika képviselői fogalmazták meg a magyar nemzetképpel szemben, mivel a romantika alapja a konfliktus és az elkülönbözés, ami az identitás egyik alapja is. Így természetes, hogy a szlovák önmegfogalmazás sok esetben kizárja a magyar vonatkozásokat pont úgy, ahogy a magyar történelmi emlékezet sokszor nem veszi tudomásul a szlovákok létezését.
A két nép sokszáz éves együttélése a valóságban sokkal izgalmasabb, mint a kétoldalú nacionalizmus egyszerűsítései. Nézőpontja szerint senki nem tudja úgy megérteni a szlovákok magyarokhoz való viszonyát a 19. században, mint egy 21. századi szlovákiai magyar, mert nagyon sokban hasonlít a helyzetük – csak fordított felállásban.

## Művei
- Feleselő képek Magyarok és szlovákok egymásról alkotott képe a 19. századi szlovák és magyar prózában
- https://ais2.uniba.sk/repo2/repository/default/ais/zamestnanec/FiF/SK/fulopova16.uniba.sk.html
- Centrálny register evidencie publikačnej činnosti (CREPČ). (Hozzáférés: 2025. január 11.)

#### Monográfia
- Odvrávajúce obrazy: Vzájomná podoba Maďarov a Slovákov v slovenskej a maďarskej próze 19. storočia[6]
- Feleselő képek: Magyarok és szlovákok egymásról alkotott képe a 19. századi szlovák és magyar prózában[4]

#### További jelentős publikációk
- Mikszáth Kálmán, a tót atyafi
- Koncepcia nepriateľa v tvorbe Jána Kollára a Jána Hollého
- Uhorské kontexty obrazu zemianstva v tvorbe Jána Kalinčiaka
- Súperenie a boj v romantickej koncepcii Jána Kalinčiaka
- Tematické východiská básne Jána Kalinčiaka Králik

#### Fordítások
- Segíts élni és meghalni, örvendezni és gyászolni: gyászoló szülőknek[7]
- Hogyan éljünk együtt a végig...: otthoni gyermek-hospice szolgálat[8]